# SC Pick Szeged
SC Pick Szeged er en ungarsk håndboldklub, der blev grundlagt i 1961.

## Aktuel trup

### Spillertruppen 2019-20
| Målvogter - 16 Roland Mikler - 32 Mirko Alilović - 52 Martin Nagy Venstre fløj - 08 Jonas Källman - 10 Stefán Rafn Sigurmannsson Højre fløj - 17 Bogdan Radivojević - 24 Mario Šoštarič Stregspiller - 22 Matej Gaber - 27 Bence Bánhidi - 45 Miklós Rosta | Venstre back - 09 Richárd Bodó - 15 Nik Henigman - 21 Alen Blažević Playmaker - 14 Joan Cañellas - 44 Dean Bombač - 89 Dmitrij Sjitnikov Højre back - 05 Jorge Maqueda - 07 Luka Stepančić - 37 Stanislav Kašpárek |

## Resultater
- Nationale mesterkaber:
  - Vinder: 1996, 2007, 2019
  - 2'er: 1985, 1994, 2002, 2003, 2004, 2005, 2006, 2008, 2009, 2010, 2011, 2012, 2013, 2014, 2015, 2016, 2017, 2019
  - 3'er: 1979, 1983, 1986, 1990, 1993, 1995, 1997, 1998, 1999, 2000, 2001

- Ungarsk pokalturnering:
  - Vinder: 1977, 1982, 1983, 1993, 2006, 2008, 2019

- EHF Champions League:
  - Kvartifnalist: 1996/97, 2003/04, 2014/15, 2016/17, 2018/19

- Cup Winners' Cup:
  - Semifinalist: 1982/83, 1983/84, 1993/94

- EHF Cup:
  - Vinder: 2014

- EHF City Cup:
  - Semifinalist: 1995/96